# Charles Chevalier
Charles Louis Chevalier (19 aprile 1804 – 21 novembre 1859) è stato un ingegnere e ottico francese.
Fu anche artigiano di strumenti per dagherrotipia e microscopi.

## Biografia
Figlio di Jacques Louis Vincent (1771-1841), lavorò nell'azienda del padre, la Chevalier, insieme al quale progettò e realizzò numerosi apparecchi ottici, tra cui la  prima lente acromatica realizzata nel 1824 con una lente positiva di tipo crown ed una negativa di tipo flint.
Nel 1830 adottò il disegno di Giovanni Battista Amici per realizzare insieme a M. Selligue una serie di microscopi orizzontali. Nel 1834 realizzò il primo microscopio acromatico.
Conobbe e fornì attrezzature a Joseph Nicéphore Niépce e Louis Daguerre, per il quale realizzò l'obiettivo per la prima fotocamera, possedeva una lunghezza focale di 360mm e una luminosità di f/11-f/16.
Il figlio Louis Marie Arthur Chevalier (1830-1874) proseguì l'attività fino al declino e alla chiusura dell'azienda nel 1889.